# 大正野球娘。
『大正野球娘。』（たいしょうやきゅうむすめ。）は神楽坂淳による日本のライトノベル。イラストは小池定路が担当。トクマ・ノベルズedge（徳間書店）より2007年から2010年6月まで刊行された。さらにこれを原作として、2009年11月までに漫画、ドラマCD、テレビアニメ、および、コンピュータゲームが制作された。。その後小学館時代小説文庫（小学館）より文庫化され、2020年7月より刊行されている。文庫版の挿絵は無く、表紙画のみうさもち。が手がけている。
まだ女性の社会進出が一般的でなかった大正末期にあって野球を始め、様々に努力を重ねる少女達の明るい学園生活が描かれる。

## あらすじ
時は1925年（大正14年）。東邦星華高等女学院に通う鈴川小梅は親友である小笠原晶子の誘いで野球を始めることになった。きっかけは晶子の許婚である岩崎荘介が晶子に対して発した何気ない一言にあり、それは「女性に学歴など不要」で「主婦として家庭に入るべき」との、当時の社会ではごく一般的な考え方であったが、内心これに反発した晶子は態度を硬化させ、許婚が打ち込む野球でもって彼の鼻を明かしてやり、旧態依然とした認識を改めさせようと思い立つ。
小梅もまた晶子の気持ちを知って共感し、その目標に賛同したのであったが、誘った晶子ともども野球のルールなどまるで知らなかった。加えて、野球を始めるにあたって必要な9人のメンバーを集めることすら難しく、あの手この手で奔走することとなった。
何とか9人が揃い、アメリカ人女性の英語教師・アンナ先生を監督に迎えて、ようやく結成なったチームであったが、学校側は生徒が“女だてらに”野球をすることを表立っては認めたがらない。そこでこれに配慮してチーム名は、新たな時代を見据えて優れた西欧（西歐）文化を吸収するとの建前の下「歐化（おうか）」に掛けられ、「櫻花會（おうか-かい）」と決められた。
そして晶子と小梅は、岩崎が所属する朝香中学の野球部に勝負を挑み、打ち負かして見返すことを目標に、また二人とメンバーの少女達は、何より自分達の青春の充実のため、ひたむきに野球に打ち込み始めるのであった。

## 登場人物

### メインキャラクター（櫻花會）
※声優は、ドラマCD2007年版 / テレビアニメ版（ゲーム版・ドラマCD2009年版含む）の順。また声優1名だけの表記の場合は、テレビアニメ版のみの登場であることを示す。
鈴川 小梅（すずかわ こうめ）
声 - 高橋美佳子 / 伊藤かな恵
主人公（ヒロイン）。朗らかな性格をした14歳の女学生。東京は麻布十番にて洋食屋を営む夫婦の一人娘であり、普段は店の看板娘として登校前と帰宅後などに調理と給仕の手伝いをしている。ショートヘアー（おかっぱ頭）に花の髪飾りがトレードマーク。小説・漫画では和装・洋装ともに着こなすが、アニメでは庶民派であることを見せたいという監督の意向で最終話以外は和装。初めはキャッチャーマスク装着によるかぶれがもとで、捕手を嫌がっている（アニメ版）。令嬢・晶子との対比では「庶民」であり、漫画では特にその辺りが強調されている。調理に携わっている運動量で腕に筋肉があることが悩みの種。
小説版：守備位置は捕手/打順は一番→二番
アニメ版：守備位置は捕手/打順は六番/右投右打/11月19日生/学級2年1組。
小笠原 晶子（おがさわら あきこ）
声 - 山本麻里安 / 中原麻衣
小梅の同級生かつ親友。貿易商・小笠原家の令嬢で、小梅たちが野球を始めることになった発端。プライドが高く負けん気が強いお嬢様だが、相応に努力も欠かさない。学院では「お嬢」と呼ばれている（アニメ版では1話のガヤでしか呼ばれていない）。ロングヘアーにピンクの大きなリボンの髪飾りがトレードマーク。登校の際は車で送ってもらっている。漫画版（伊藤伸平版）ではなぜかその車のナンバープレートに「AKB48」と書かれている。
小説版：守備位置は投手・右翼手/打順は五番→四番
アニメ版：守備位置は投手/打順は七番/右投右打/3月26日生/学級2年1組。球種は、ナックルとシンカー。
宗谷 雪（そうや ゆき）
声 - 今井麻美 / 能登麻美子
小梅たちの組の級長で、野球においてもチームのまとめ役。おっとりとして落ち着いた雰囲気であるが、内心では誰より野球に燃えており、道具を用意したり、ルールをいち早く覚えている。アニメ版では野球経験者になっている。幼馴染みの環からは「お雪」と呼ばれている。老舗の呉服店の娘であるが、両親の意向もあり洋装派。白いカチューシャがトレードマーク。「おジャンでございます。」について「#作風、等」の節も参照のこと。ドラマCD版で声を演じた今井麻美は、ゲーム版『大正野球娘。 〜乙女達乃青春日記〜』で主題歌を担当している。
小説版：守備位置は右翼手・二塁手/打順は八番→五番
アニメ版：守備位置は二塁手/打順は二番/右投右打/9月10日生/学級2年1組。
石垣 環（いしがき たまき）
声 - 浅野真澄 / 広橋涼
小説家の父を持ち、本人も作家志望。男のような口調で話し、クラスでは孤高を保っていたが、実際は人見知りで恥ずかしがり屋。雪とは幼馴染みで、「たまちゃん」と呼ばれている。全編通して和装派（ときに洋装させられはする）。アニメ版では雪同様野球経験者。漫画（伊藤伸平版）では守備練習でトンネルをしたり、打撃練習では鉄腕男子の球を全く打てず、乃枝の発案によりそれを小梅の捕球練習に利用されたりしている。
小説版：守備位置は中堅手/打順は六番→七番
アニメ版：守備位置は遊撃手/打順は三番/右投右打/2月7日生/学級2年1組。
川島 乃枝（かわしま のえ）
声 - 水原薫 / 植田佳奈
工学博士の父を持ち、学年一の秀才でチームの参謀役。様々なアイディアや発明品で桜花会の勝利に貢献する。カール・ツァイス社の特製品の眼鏡とお下げがトレードマーク。先進的な性格であるが、服装に関しては和装派。漫画（伊藤伸平版）ではマッドサイエンティスト的な面も有する。
小説版：守備位置は左翼手/打順は二番→六番
アニメ版：守備位置は右翼手/打順は九番/右投右打(漫画版では一度だけ左打席に入った)/10月1日生/学級2年1組
月映 巴（つくばえ ともえ）
声 - 遠藤綾 / 甲斐田裕子
静の双子の姉。薙刀（アニメ版では剣術）での達人。容姿端麗・運動神経抜群で後輩に大人気。見た目に反して大らかな性格。活動的でお茶目な一面を持っており、いわゆるパワーヒッターポジション。アニメ版では男子学生に辻打ちを挑むなど奔放な行動も目立つ。小梅に一方ならぬ好意を抱いている。全編、洋装派。
小説版：守備位置は三塁手・投手/打順は四番→一番
アニメ版：守備位置は三塁手/打順は四番/8月20日生/学級2年1組　※右投げ左打ち。
月映 静（つくばえ しずか）
声 - 今野宏美 / 喜多村英梨
巴の双子の妹。控えめな性格でいつも巴の世話を焼いている。当初は野球への参加に消極的で、巴にくっついて渋々という感じだったが、姉に負けず劣らずの運動神経の持ち主。巴の他の女子への好意に嫉妬することもある。姉と違い和装派。
小説版：守備位置は遊撃手・三塁手/打順は三番→九番
アニメ版：守備位置は一塁手/打順は一番→五番/右投右打/8月20日生/学級2年1組。
桜見 鏡子（さくらみ きょうこ）
声 - 牧野由依
小梅たちの後輩で13歳。先輩の巴に憧れており、巴のために野球を始める。化粧が得意。大きなリボンの髪飾り（小説・漫画（伊藤伸平版）でピンク系、漫画（よねやませつこ版）で青系、アニメで黄色）がトレードマーク。バイプレイヤー志向で主役になる気はなく、小説では目立った活躍はない上、アニメでの役回りは基本的に足手まといであるが、漫画では櫻花會で最も長身で手足も長く、攻守において非凡な活躍を見せる。
小説版：守備位置は二塁手・遊撃手/打順は九番→八番
アニメ版：守備位置は左翼手/打順は八番/右投/3月9日生/学級1年1組。
菊坂 胡蝶（きくさか こちょう）
声 - 後藤沙緒里
鏡子と同じ13歳。小説版では鏡子と共に、巴に誘われ野球を始める。アニメ版では陸上部に所属していたが、後半のタイムが伸び悩みスランプに陥っていた。半面スタートダッシュに優れることから走塁に向いており、その俊足を買われ、一度は辞退するものの、陸上部顧問の後押しもあり野球部に加入することとなる。
小説版：守備位置は一塁手/打順は六番→三番
アニメ版：守備位置は中堅手/打順は一番/右投右打→右投左打/2月27日生/学級1年1組。
アンナ・カートランド
声 - たかはし智秋 / 新井里美
アメリカ人の英語教諭。野球を始めた小梅たちの良き理解者となる。アメリカ人らしく豪快な性格。

### その他
尾張 記子（おわり のりこ）
声 - 藤村歩
アニメオリジナルキャラクター。月映姉妹の親友の新聞部員。姉妹の誘い（実は巴に借金したため）に野球部に協力する。最初は中堅手として練習や試合に参加するが、新聞部との両立が難しくなり、朝香中の試合のスコアを取るなど主に情報収集役としてのサポートに回る。後に漫画にも登場、「終わりを記すもの」の異名を持つ。プロ野球スコアラーの草分け、尾張久次がモデルと言われる。
バーバラ・マクレガー
声 - 真山亜子
東邦星華高等女学院の学長。負けず嫌いな性格で、男子と野球をする小梅たちを密かに応援していたり、アーミナ女学校に対して強い対抗意識を燃やしている。
大口 恭子（おおぐち きょうこ）
声 - 吉沢希梨
東邦星華高等女学院の教師。「お小言さま」と呼ばれて生徒たちから恐れられている。女のすることではない、として野球をすることには反対している。アニメ版では合唱部の顧問を務める。
紀谷 三郎（きたに さぶろう）
声 - 日野聡
小梅の両親が営む洋食屋で働いている青年であり、小梅の許婚。20歳。真面目で実直な性格。料理の腕前は洋一郎も認めている。
鈴川 洋一郎（すずかわ よういちろう）
声 - 高岡瓶々
小梅の父。厳格で頑固だが、娘思い。三郎を気に入っていて小梅の許婚にしようとする。
鈴川 八重（すずかわ やえ）
声 - 久川綾
小梅の母。洋食屋を切り盛りして、忙しい中にも娘を温かく見守る。漫画版（伊藤伸平版）では1話の時点で小梅たちが野球をやっていることを知っている。
小倉 矢八郎（おぐら やはちろう）
声 - 側見民雄
モデルは大倉財閥の創始者大倉喜八郎。
小説版：財界きっての大商人。小笠原家とも交流があり、晶子を孫のように可愛がっている。
アニメ版：朝香中学後見会長。辻打ち騒動の際、泥棒に襲われそうになったところを小梅らに助けられる。
岩崎 荘介（いわさき そうすけ）
声 - 加藤将之
小笠原晶子の許婚。朝香中学野球部員で投手。誠実な性格だが、晶子を怒らせ、彼女たちが野球を始めるきっかけを作ってしまい困惑する。
小説版：打順は四番
アニメ版：打順は三番/右投右打
高原 伴睦（たかはら ばんぼく）
声 - 川田紳司
小梅が偶然落としたハンカチを拾った男子学生。当時の風習から小梅が告白してきたと勘違いしてしまう。誤解が解けた後も、女学院に押しかけて交際を申し込むなど強引なアプローチを行い、小梅を困惑させる。
小説版：打順は三番　※櫻花會の最初の練習試合の相手である浅黄中学（漫画では志葉中学）野球部員。岩崎とは幼馴染で好敵手。
アニメ版：打順は一番/右投右打 ※岩崎荘介と同じ朝香中学野球部員で部一の俊足。小説版より軟派で空気の読めない性格になっている。
柳 一馬（やなぎ かずま）
声 - 西健亮
小説では浅黄中学（漫画（伊藤伸平版）では志葉中学）の、アニメでは朝香中学の野球部員。朗らかで人当たりの良い性格であるが、試合では一切手加減をしない。小説・漫画では、練習試合の開催条件により、最も活躍した巴に指名されて新宿でランデブーし（目的は朝香中学の情報収集）、その後も交際を続ける。
小説版：守備位置は一塁手
アニメ版：同じく一塁手で打順は四番。右投げ左打ちの強打者。
北見 弘一（きたみ こういち）
声 - 相馬幸人
朝香中学野球部員。守備位置は捕手で、打順は五番。小説・漫画（伊藤伸平版）では、情報収集のためデートを仕掛けた乃枝と意識し合う関係になる。
偏奇館先生（へんきかんせんせい）
小梅の実家の洋食屋の常連で高名な作家。石垣環があこがれている作家でもある。漫画版（伊藤伸平版）にて永井荷風であると明示される。アニメ版には登場しない。
人造投手「鉄腕男子」シリーズ
乃絵が自宅にあったありあわせの材料で造り上げたピッチングマシン。3号まで造られている。アニメ版には登場しない。
1号…巴のピッチャー返しを受け、爆発する。
2号…大型で、バレーボールを打ち出す。静と小梅によって大磯の海に沈められる。
3号…1号とほぼ同じであるが、胴体部分に「V3」の文字が入る。ひょんなことから（環曰く）小梅に懐いている。

## 既刊一覧

### 新書版
- 神楽坂淳（著） / 小池定路（イラスト）、徳間書店〈トクマ・ノベルズedge〉、全4巻
  - 『大正野球娘。』2007年4月19日発売、ISBN 978-4-19-850742-8
  - 『大正野球娘。-土と埃にまみれます-』2008年8月1日発売、ISBN 978-4-19-850753-4
  - 『帝都たこ焼き娘。大正野球娘。3』2009年6月18日発売、ISBN 978-4-19-850831-9
  - 『大正野球娘。4』2010年6月17日発売、ISBN 978-4-19-850866-1

### 文庫版
- 神楽坂淳（著） / うさもち。（表紙イラスト）、小学館〈小学館時代小説文庫〉、既刊3巻（2020年11月6日現在）
  - 『大正野球娘。1』2020年7月7日発売、ISBN 978-4-09-406787-3
  - 『大正野球娘。2 〜土と埃にまみれます〜』2020年9月8日発売、ISBN 978-4-09-406819-1
  - 『大正野球娘。3 帝都たこ焼き娘。』2020年11月6日発売、ISBN 978-4-09-406844-3

## CD

### 音楽CD
| 発売日        | タイトル               | 規格品番  | 備考               |
| ------------- | ---------------------- | --------- | ------------------ |
| 2009年7月22日 | 浪漫ちっくストライク。 | LACM-4628 | オープニングテーマ |
| 2009年10月7日 | 大正野球娘。音楽集     | LACA-5967 | サウンドトラック   |

## 漫画

### 大正野球娘。
伊藤伸平の作画による『大正野球娘。』が『月刊COMICリュウ』（徳間書店）2008年9月号から2011年4月号まで連載された。単行本は全5巻（徳間書店リュウコミックス）。原作イラスト・アニメとキャラクターの容姿が異なる。また、自費出版で漫画「大正野球娘。」の設定集『「娘。」本 ~大正野球娘。設定集』が発行されている。
1. 2009年2月20日発売、ISBN 978-4-19-950113-5
2. 2009年6月20日発売、ISBN 978-4-19-950128-9
3. 2009年12月16日発売、ISBN 978-4-19-950154-8
4. 2010年8月12日発売、ISBN 978-4-19-950193-7
5. 2011年3月12日発売、ISBN 978-4-19-950236-1

### 帝都たこ焼き娘。 大正野球娘。番外編
よねやませつこの作画による『帝都たこ焼き娘。 大正野球娘。番外編』が、トクマ・ノベルズedge公式サイト「エッジdeデュアル王立図書館」において、2009年11月から公開された。全5話。コミックスは全1巻が発売中。小説第3巻『帝都たこ焼き娘。大正野球娘。3』を原作としており、一部シナリオのカット部はあるが、内容をほぼ忠実にコミカライズしている。また、コミックスには原作者神楽坂淳による書下し短篇小説「大正野球娘。<番外編> いつまでも、いつまでも。」が収録されている。
1. 2010年11月13日発売、ISBN 978-4-19-950215-6

## テレビアニメ
2008年8月に開催されたイベント「TBSアニメフェスタ2008」にてテレビアニメ化が発表され、2009年7月から10月にかけてTBS、MBS、CBC、BS-TBSにて放映。2010年3月からはディズニー・チャンネルでも放送された。

### スタッフ
- 原作 - 神楽坂淳[2]
- 原作イラスト - 小池定路
- 監督・シリーズ構成 - 池端隆史[2]
- キャラクター原案 - こうたろ[2]
- キャラクター原案協力 - 小池定路[5]
- キャラクターデザイン・総作画監督 - 神本兼利[5]
- プロップデザイン - 辻野芳輝[5]、兵渡勝[5]
- 色彩設計 - 店橋真弓[5]
- 美術監督 - 小林七郎[5]
- 撮影監督 - 福世晋吾[5]
- 編集 - 後藤正浩[5]
- 音響監督 - 本山哲[5]
- 音楽 - 服部隆之[5]
- プロデューサー - 村上仁之[5]、中村伸一、[5]三ツ木早苗[5]、藤田朋洋[5]、小池克実[5]
- アニメーション制作 - J.C.STAFF[2]
- 製作協力 - ポニーキャニオン[5]、徳間書店[5]、ムービック[5]、ランティス[5]
- 製作 - 東邦星華桜花会[5]、TBS[5]

### 主題歌
「浪漫ちっくストライク。」
鈴川小梅（伊藤かな恵）・小笠原晶子（中原麻衣）・川島乃枝（植田佳奈）・宗谷雪（能登麻美子）によるオープニングテーマ。作詞はrino、作曲は服部隆之、編曲は大久保薫。
「ユメ・ミル・ココロ」
歌 - 伊藤かな恵によるエンディングテーマ。作詞は畑亜貴、作編曲は渡辺拓也。

### 各話リスト
| 話数 | サブタイトル             | 脚本              | 絵コンテ            | 演出       | 作画監督                                                       | 初放送日      |
| ---- | ------------------------ | ----------------- | ------------------- | ---------- | -------------------------------------------------------------- | ------------- |
| 1    | 男子がすなるという、あれ | 池端隆史          | 池端隆史            | 上野勝     | 兵渡勝                                                         | 2009年 7月3日 |
| 2    | 春の長日を恋ひ暮らし     | 池端隆史          | 池端隆史            | 伊佐英朗   | 平川亜喜雄                                                     | 7月10日       |
| 3    | 娘九つの場を占めて       | 天河信彦          | 池端隆史            | 高島大輔   | 松浦麻衣                                                       | 7月17日       |
| 4    | これから                 | 池端隆史          | 池端隆史            | 久原謙一   | 松本文男                                                       | 7月24日       |
| 5    | 花や蝶やと駆ける日々     | 白石雅彦          | 池端隆史            | 上野勝     | 柳伸亮                                                         | 7月31日       |
| 6    | 球は広野を飛び回る       | 池端隆史 白石雅彦 | 渡部高志            | 則座誠     | さのえり 赤尾良太郎 兵渡勝                                     | 8月7日        |
| 7    | 麻布八景娘戯             | 天河信彦          | 池端隆史 芥川瑛太郎 | 松川朋弘   | 新井伸浩                                                       | 8月14日       |
| 8    | 麻布の星                 | 白石雅彦          | 二瓶勇一            | 奥野浩行   | 平川亜喜雄                                                     | 8月28日       |
| 9    | 誤解の多い料理店         | 天河信彦          | 二瓶勇一            | 高島大輔   | 原修一                                                         | 9月4日        |
| 10   | 私は何をする人ぞ         | 天河信彦          | 福冨博              | 山内東生雄 | 松本文男                                                       | 9月11日       |
| 11   | そゞろに胸の打ち騒ぐ     | 天河信彦          | 池端隆史            | 上野勝     | 松浦麻衣 梶谷光春                                              | 9月18日       |
| 12   | 土と埃にまみれます       | 天河信彦          | 二瓶勇一 池端隆史   | 上野勝     | さのえり 平川亜喜雄 滝本祥子 柳伸亮 石田啓一 松浦麻衣 神本兼利 | 9月25日       |

### 放送局
| 放送期間                 | 放送時間                     | 放送局       | 対象地域   | 備考   |
| ------------------------ | ---------------------------- | ------------ | ---------- | ------ |
| 2009年7月3日 - 9月25日   | 金曜 1:59 - 2:29（木曜深夜） | TBSテレビ    | 関東広域圏 | 製作局 |
| 2009年7月10日 - 10月2日  | 金曜 1:55 - 2:25（木曜深夜） | 毎日放送     | 近畿広域圏 |        |
| 2009年7月17日 - 10月9日  | 金曜 2:00 - 2:30（木曜深夜） | 中部日本放送 | 中京広域圏 |        |
| 2009年7月26日 - 10月11日 | 日曜 1:00 - 1:30（土曜深夜） | BS-TBS       | 日本全域   |        |

### 映像特典
『大正野球娘。 今夜のわたしは浪漫ちっくストライク♥』がBlu-ray第1,4巻に映像特典として収録。1巻収録の1話ではコンダラとは何か?の話、4巻収録の2話では魔球とは?の話。なぜか頭の上に、小梅にはおやき、晶子には明太子、乃枝には柿、雪には香箱ガニ、巴には梨、静には寿司、環には水なす、鏡子には真珠、胡蝶には焼売、アンナにはさつまいも、と各キャストの出身地の名産品が乗っている。
スタッフ
- 脚本 - 山川進
- 絵コンテ・演出 - 松川朋弘
- 作画監督 - 柳伸亮

サブタイトル
1. 唄に込められた秘密 巨大魚の謎を追え!
2. 魔球はハリケーンサウスポー 一子相伝メリケン流

### インターネットラジオ
『大正野球娘。浪漫ちっくラジオ』（たいしょうやきゅうむすめ ろまんちっくラジオ）は『大正野球娘。』に関連したインターネットラジオ番組。テレビアニメの放映に先行して、2009年5月27日よりランティスウェブラジオおよび音泉にて配信をスタート。2009年10月28日までいずれも隔週水曜日に更新されていた。全12回。6回以降は古い回から削除されている。
パーソナリティは、伊藤かな恵（鈴川小梅役）と中原麻衣（小笠原晶子役）。
オープニング
中原（第3回以降はリスナーのリクエスト）が野球に因む物まねを無茶振りし、それを伊藤（もしくはゲスト）が演じるのが恒例となっている。
第9回は伊藤が振り、中原が演者と普段とは逆の役回りを担当した。
これまでのお題
1. 現役時代の長嶋茂雄
2. 試合に負けた日の野村監督
3. ホームランを打ってインタビューに答える松井秀喜
4. 応援が熱くなってしまった松岡修造（藤村歩）
5. 巨人が優勝して号泣する徳光和夫
6. 阪神が負けてクダを巻く大阪のサラリーマン
7. 甲子園のアルプス席で応援しているチアガール
8. イチローのホームランを間近で見て興奮する織田裕二（広橋涼）
9. 試合に負け続けてちょっと不機嫌になっている宗谷雪（中原麻衣）
10. ファウルボールに慌てふためく客A
11. 自分で出した判定に後々不安になる審判
12. 引退を表明する伊藤かな恵選手

コーナー
- その一 俺ら野球力応援団
- その二 乙女ちっくストライク
- その三 サインをちょーだいっ
- その他 ふつおた

エピソード
- 第1、4、12回とラジオCDは明治神宮野球場外苑打撃練習場（神宮バッティングドーム）にて収録され、パーソナリティ2人（4回、ラジオCDはゲストも）の野球力（実力）測定が行われた。
- 第8回のゲスト広橋涼の野球力測定はスタジオ収録のため、「文明の利器」（中原談）野球盤を使用して行われた。

ゲスト
- 藤村歩（第4回）
- 広橋涼（第8回）
- 能登麻美子（ラジオCD）
- 後藤沙緒里（第12回）

ラジオCD
- 「大正野球娘。」浪漫ちっくラジオCD（2009年8月26日）

### 関連書籍
- 『大正野球娘。 野球乙女手帳』2009年9月25日発売、ISBN 978-4-19-908010-4
  - TVアニメ『大正野球娘。』のキャラクターブック。
- 『大正野球娘。~乙女画報~』2009年10月30日発売、ISBN 978-4-19-720281-2
  - TVアニメ『大正野球娘。』のロマンアルバム。

## ゲーム

### コンシューマーゲーム
PlayStation Portable用ゲームソフト『大正野球娘。〜乙女達乃青春日記〜』が2009年10月29日に5pb.より発売。
- オープニング主題歌「Kissing a dream」
  - 歌 - 今井麻美 / 作詞：金山香 / 作曲：濱田智之 / 編曲：南利一

### モバイルゲーム
GREEにてソーシャルゲームが2011年12月1日より配信。Mobageでも2011年12月16日から配信。アイテムは課金制。